# Cuarta Catalana
La Cuarta Catalana (o Quarta Catalana), llamada popularmente Tercera Territorial, es un torneo organizado cada año por la Federación Catalana de Fútbol, siendo la décima categoría a nivel nacional y la quinta categoría a nivel autonómico. 
Está conformada por 17 grupos de 18 equipos cada uno. Territorialmente, los grupos se dividen de la siguiente manera:
- Grupo 1 a 18 - Comarcas de Barcelona
- Grupos 19 y 20 - Tierras del Ebro
- Grupos 21 y 22 - Comarcas de Lérida
- Grupos 23 a 25 - Resto de la provincia de Tarragona
- Grupos 26 a 31 - Provincia de Gerona

Finalmente, si por razones de distancia o del sorteo de los grupos, un equipo de una determinada zona puede formar parte de un grupo diferente al que le pueda corresponder finalmente.